# Red Grooms
Red Grooms, né à Nashville au Tennessee en 1937 est un peintre-sculpteur américain. 
Ses tableaux sont des tableaux-sculptés et peints, dans lesquels est représenté le petit monde de New York, et même de Paris, avec ses petits métiers, ses habitants avec un regard jamais critique mais bienveillant et burlesque. 
D'un style art pop, où règne un univers débridé, proche de la bande dessinée ou de la caricature, l’exubérance, la couleur et l’humour.